# Оппозиция
Оппози́ция (от лат. oppositio «противопоставление, возражение»):
- противодействие путём печати и агитации в собраниях направлению политики правительства;
- политические партии, противодействующие политике правительства;
- гражданская сторона, не принимающая нынешнюю власть или её деятельность.

Как условность, оппозиция может иметь связь со своей страной, чем основополагает причиной для содействия. В планах или в реализациях стороны, это варьируется: от конструктивной критики до смены нынешнего строя, изменения системы или идеологии. Может формироваться в политике, как движение, одна или несколько политических партий или групп, которые противостоят, главным образом идеологически, действующему правительству, администрации, правящей партии или другому органу, политически контролирующему город, регион, область, край, страну, государство, союз государств. В зависимости от политических условий, в авторитарной или демократической системах оппозиция может быть, соответственно, подавляться или обязательна к наличию для принятия общественного мнения и совершению улучшений.

## Системная и антисистемная оппозиция
В странах Запада традиционно выделяются два типа оппозиции — антисистемная (структурная) и системная. К первому типу принадлежат лево- и праворадикальные партии и группировки, программные установки которых полностью (либо частично) отрицают преобладающую систему политических ценностей. Их деятельность нацелена на дискредитацию функционирующих институтов государственной власти, подрыв их легитимности и нарушение существующего хода политического процесса
.
Ко второму типу относится абсолютное большинство лево- и правоцентристских партий Запада (либеральных, социал- и христианско-демократических, консервативных). Они отталкиваются от признания незыблемости основных политических, социальных и экономических институтов общества и расходятся с действующей властью главным образом в выборе путей и средств, достижения общих стратегических целей. Их деятельность находится в рамках сложившейся политической системы и не направлена на подрыв её устоев, хотя переход власти от одной партии (или коалиции партий) к другой в результате выборов в данном случае вовсе не гарантирует абсолютной преемственности политического курса.
В России оппозицию часто подразделяют на системную и несистемную (внесистемную). К несистемной оппозиции относят партии, которые «исключены» из политической системы, поскольку им не хватает представительства в структурах государственной власти и взаимодействия с правящей группой. Они используют преимущественно неконвенциональные методы политической борьбы, имеют ограниченные ресурсы, особенно активны в социальных сетях. Однако термины «внесистемная оппозиция» и «несистемная оппозиция» не подходят для описания отличий оппозиционных партий от тех, что находятся у власти, так как они не отражают ни идеологическую дистанцию по отношению к правящей партии, ни непринятие демократических институтов (критерии, принятые в западной политологии).

### В России
В рамках российской политической системы функционируют партии и другие организации разной политической ориентации: одни поддерживают действующую власть безусловно, другие — лишь частично, третьи являются полностью оппозиционными ей. Это является нормой, так как отражает неизбежные различия во взглядах, ориентациях, социально-политических пристрастиях людей, а также это является нормой и с точки зрения теории систем. Также в России существуют политические организации внесистемной оппозиции, которые полностью отрицают легитимность существующей власти и проявляют свою политическую активность в форме «уличной демократии».
К системным партиям относили КПРФ, ЛДПР, Справедливую Россию и Яблоко (последнюю с оговорками). Журнал «Коммерсантъ-Власть» подразумевал под системностью сотрудничество партии с администрацией президента (консультации, влияние АП на состав избирательных списков и руководства). Среди критериев системности называлось упоминание в программах или приглашение на ток-шоу федеральных каналов.

## Демократическая оппозиция
Демократическая оппозиция — политический термин, которым называют оппозиционные партии, декларирующие борьбу за введение или усиление демократических принципов устройства общества.
Как правило, такие партии действуют в странах с недостаточно демократическими или совершенно недемократическими режимами; в демократических странах отношение к принципам демократии не является пунктом разногласий между правящими и оппозиционными силами. Демократическая оппозиция существует, например, в России, Белоруссии, Таджикистане, Казахстане, Азербайджане, на Кубе и других странах. Альянсы под названием «Демократическая оппозиция» сформировались в двух республиках бывшей Югославии, Словении (Демократическая оппозиция Словении, 1989) и Сербии (Демократическая оппозиция Сербии, 2000) для борьбы с коммунистическим режимом и режимом Милошевича; после падения последних эти альянсы стали правящими.
Следует отметить, что в 1990-х годах в России в понятии «демократическая оппозиция» (главным актором которой считалась партия «Яблоко») определение «демократическая» нередко использовалось для противопоставления этой оппозиции не столько недемократичности правительства, сколько недемократическому и патриотическому спектру оппозиции же.

## Методы борьбы
Оппозиция применяет в своей деятельности самые разнообразные методы и подходы.

### Политические
Критика правительства в органах власти и СМИ, избирательные кампании, попытки смещения правительства путём парламентских комбинаций и вынесения вотумов недоверия (в государствах с парламентским правлением), при наличии повода — организация импичмента президента.

### Ненасильственный протест
Организация митингов, шествий и пикетирований, забастовки, акции гражданского неповиновения: блокирование транспортных коммуникаций и официальных учреждений, различные символические акции и пр. Наибольшее распространение ненасильственное сопротивление получило в XX веке. Самые известные случаи его применения: движение несотрудничества в рамках борьбы за независимость Индии 1919—1922 годов, свержение коммунистических режимов в странах Восточной Европы осенью 1989 года (кроме Румынской революции), массовое движение против августовского путча в СССР 1991 года, свержение Слободана Милошевича в Югославии 2000 года и Эдуарда Шеварднадзе в Грузии 2003 года, «Оранжевая революция» 2004 года.
Во многих описанных случаях ненасильственные действия сочетались с точечными действиями (в том числе насильственными) спецслужб, как местных, так и иностранных.[уточнить]

### Насильственные
Помимо этого, оппозиция также может применять и насильственные методы борьбы: вооружённые восстания, партизанскую войну, террористические акты, военные перевороты (путчи) и пр. Наиболее известные примеры насильственной оппозиционной деятельности — это революции в странах Европы (самые известные Английская революция XVII века, Великая французская революция XVIII века, революции 1848—1849 годов и Февральская революция 1917 года в России), Война за независимость США 1775—1783 годов и движение за отделение Юга США, Евромайдан 2014 года на Украине, многочисленные сепаратистские движения в разных странах (Ирландская республиканская армия, ЭТА, Халистан, Тамил-Илам и прочие), разнообразные террористические организации (ультралевые, ультраправые, религиозные, в частности исламистские). В ряде случаев, оппозиционные партии комбинируют ненасильственные и насильственные методы (теоретическое обоснование такой тактике давал в том числе Ленин), примером чего могут служит баскская партия Батасуна, ирландская Шинн Фейн, ливанская Хезболла и другие. Оппозиция, взявшая в руки оружие и действующая насильственными методами, может быть квалифицирована как террористы.